# Euphorbia pseudocactus
Euphorbia pseudocactus är en törelväxtart som beskrevs av Alwin Berger. Euphorbia pseudocactus ingår i släktet törlar, och familjen törelväxter.
Artens utbredningsområde är KwaZulu-Natal. Inga underarter finns listade i Catalogue of Life.

## Bildgalleri

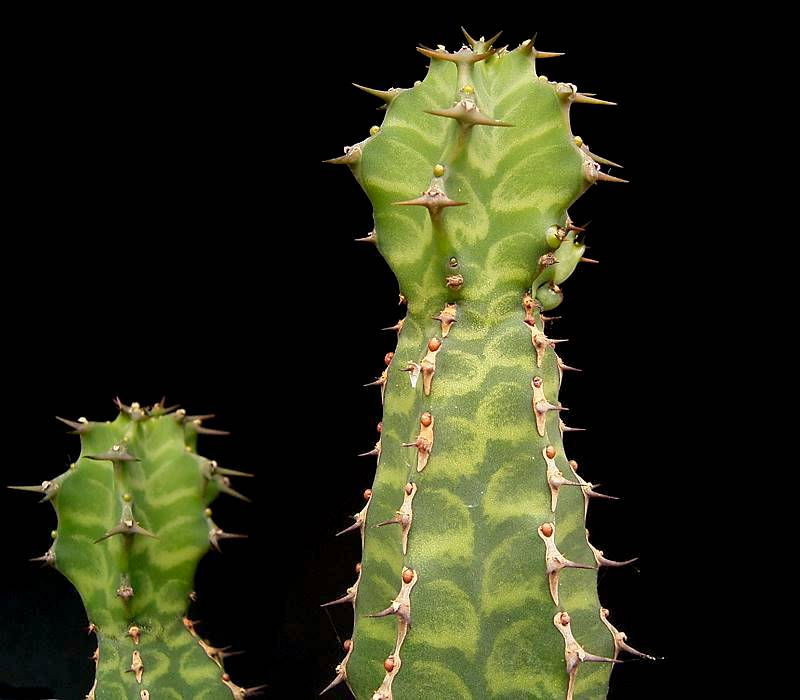
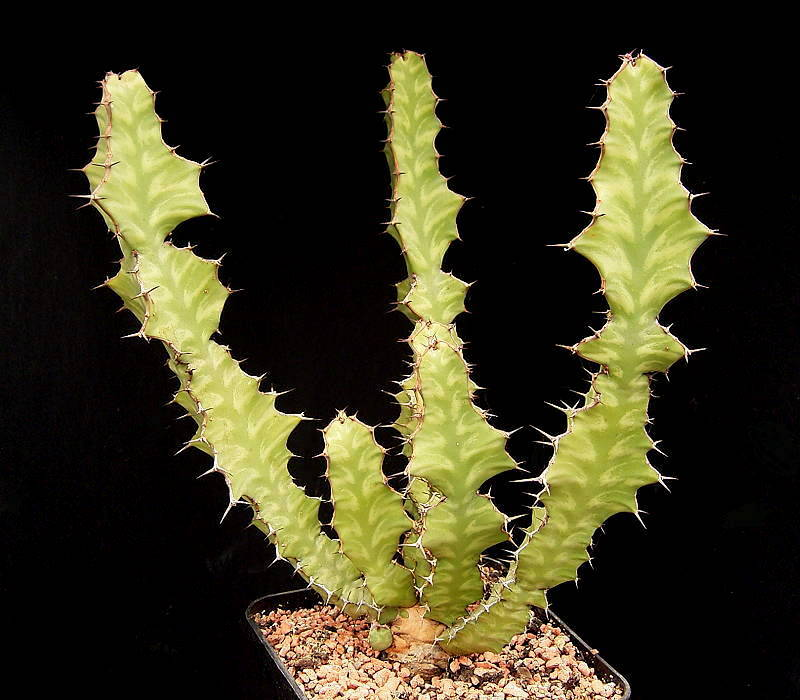
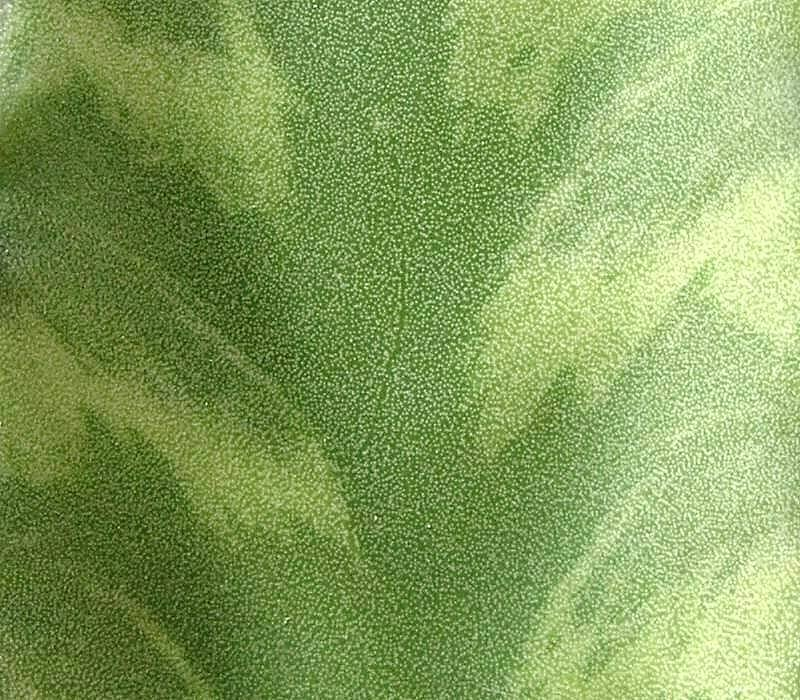
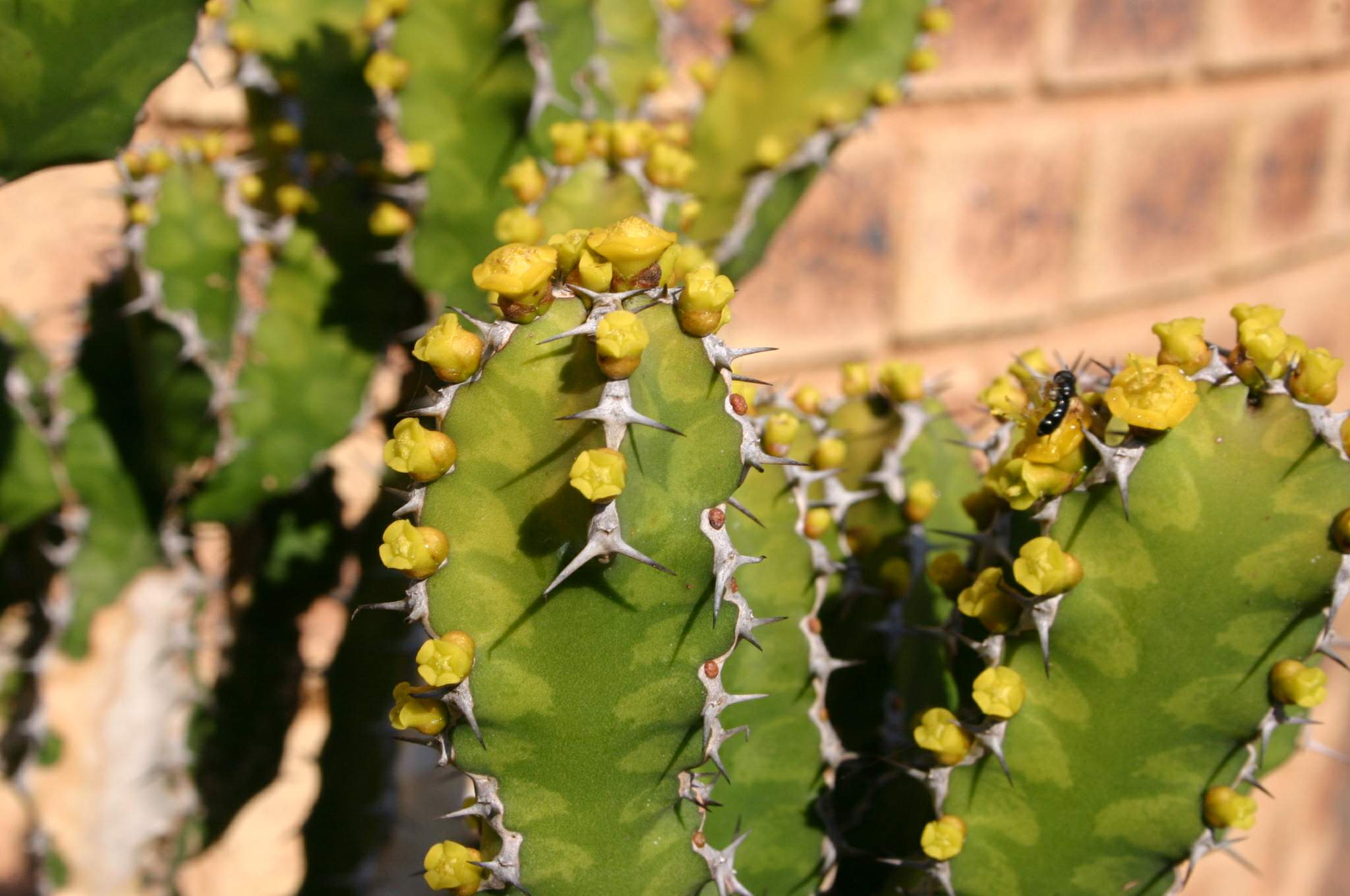
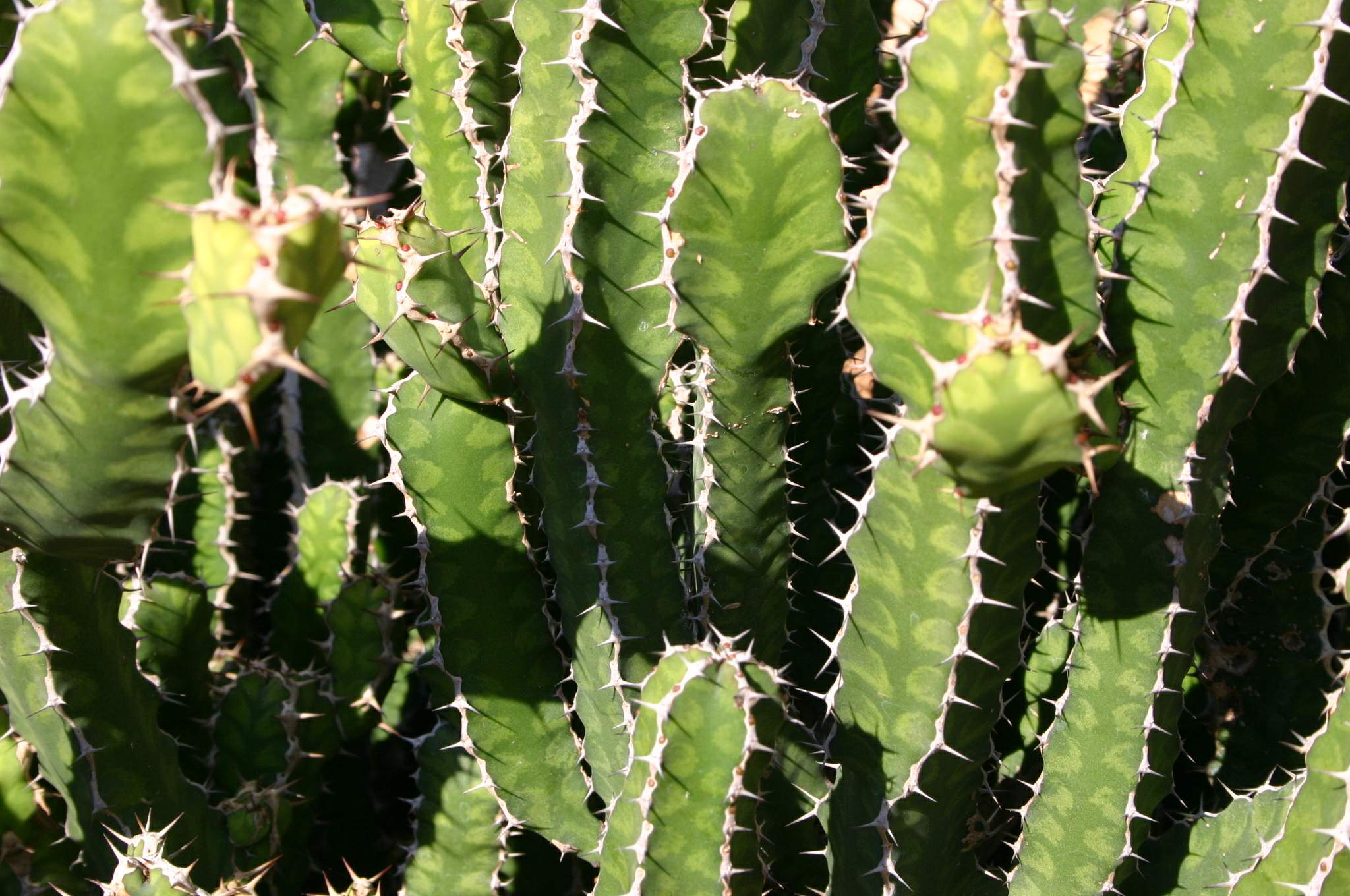